# 阿利别克·卡奇马佐夫
阿利别克·穆拉托维奇·卡奇马佐夫（俄語：Алибек Муратович Качмазов，IPA：[ɐlʲɪˈbʲek kɐˈt͡ɕmazəf]，2002年8月17日—），俄罗斯男子网球运动员。

## 职业生涯
卡奇马佐夫在2019年克里姆林杯上首次亮相ATP巡回赛正赛，他获得了一张正赛外卡。他以替补身份进入2023年阿斯塔纳公开赛的资格赛并第三次进入巡回赛正赛资格，他在首轮对阵科朗坦·穆泰的比赛中赢得了他的第一场ATP巡回赛级别比赛。
排名第252位的他在2024年成都网球公开赛上以预选赛身份再次进入正赛，并在ATP中第2次和第3次战胜两名世界排名前100名球员亚历山大·科瓦切维奇、丹尼尔太郎、和尼可拉斯·雅里首次进入ATP巡回赛四强。